# Святошин
Свято́шин — історична місцевість Києва, що розташована за 10 км на захід від центру міста (між залізницею Київ — Коростень, Борщагівкою, Катеринівкою та Біличами).
Історична місцевість; дачне селище; житловий масив, збудований на піщаних ґрунтах у лісовому хвойно-листяному масиві.
На півночі Святошин межує з Академмістечком та Авіамістечком, на північному заході — з Біличами, на півдні — з Микільською Борщагівкою та с. Жовтневе, на заході — з с. Петропавлівська Борщагівка.

## Історія

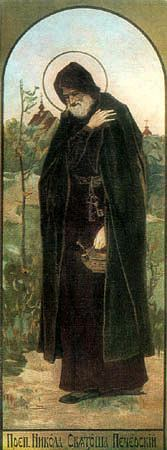
Преподобний Микола Святоша, в миру князь Святослав

Виник під народною назвою Святий ліс, у польських середньовічних джерелах позначений як Земля Свеншицька.
Іншою імовірною є версія походження назви Святошин від імені преподобного Миколи Святоші, який, згідно з усним переказом і літописом, володів землями Борщагівки, що межувала зі Святошином, підвизався в Києво-Печерській Лаврі, брав участь у будівництві надбрамного храму в честь Святої Троїці, одного з перших храмів в честь Святої Троїці на старій Русі (Україні), храму, з яким пов'язана назва місцевості Троєщина на Лівобережжі. Таким чином Святошин(о) це лише одна з кількох історичних місцевостей міста Києва і його передмість, пов'язаних з іменем преподобного.
У давнину фігурує як володіння київських монастирів, під 1619 роком — у грамоті Сигізмунда III як кордон земель, наданих у користування київським міщанам:
|  | …от конця Кудравца просто чрез дуброву до борку Святошицкого по дорогу, которая идет з Белогородки до Киева… |

Через 250 років ця місцевість все ще була «невеликий сосновий лісок Святошин по Берестейському шосе».

## Заселення Святошина
Заселення Святошина пов'язане з влаштуванням тут дачного селища. З 1870-х років — відома відпочинкова і лікувальна місцевість. З 1897 року — дачне селище із теперішнім плануванням. У 1897 році місцевість, яка належала до Білицької волості Київського повіту і губернії по обидва боки Берестейському шосе поділили і віддали з торгів в оренду. У 1905 році частину цієї території здали в оренду під дачі. Дачне селище одержало в 1906 році назву Катеринівка (за ім'ям Катерини Клейгельс — дружини київського генерал-губернатора Миколи Клейгельса, з ініціативи якої воно було створено). 1907 року у селищі збудували Миколаївську церкву (знищена більшовиками у 1950-х роках).
Житловий масив Святошин забудований між вулицями Чорнобильською, Миколи Ушакова і Прилужною у 1970-ті роки.
У 1980-ті роки суттєво змінено забудову на решті території Святошина.
У Святошині розташовані ринок, вулиця, площа і провулок, які мають однойменну назву з місцевістю.